# A. Haslam
A. Haslam foi um futebolista britânico, campeão olímpico.
Competiu nos Jogos Olímpicos de Verão de 1900 em Paris. Ele ganhou a medalha de ouro como membro do Upton Park Football Club, que representou a Grã-Bretanha nos Jogos.